# Lillsjön (Vännäs socken, Västerbotten, 708896-168868)
Lillsjön är en sjö i Vännäs kommun i Västerbotten och ingår i Umeälvens huvudavrinningsområde. Sjön har en area på 0,101 kvadratkilometer och ligger 131,4 meter över havet. Sjön avvattnas av vattendraget Pengån (Storbäcken).

## Delavrinningsområde
Lillsjön ingår i det delavrinningsområde (708899-168897) som SMHI kallar för Nedlagd mätstation. Medelhöjden är 153 meter över havet och ytan är 2,2 kvadratkilometer. Räknas de 9 avrinningsområdena uppströms in blir den ackumulerade arean 86,56 kvadratkilometer. Pengån (Storbäcken) som avvattnar avrinningsområdet har biflödesordning 2, vilket innebär att vattnet flödar genom totalt 2 vattendrag innan det når havet efter 61 kilometer. Avrinningsområdet består mestadels av skog (42 procent), öppen mark (16 procent) och jordbruk (24 procent). Avrinningsområdet har 0,1 kvadratkilometer vattenytor vilket ger det en sjöprocent på 4,4 procent.